# ساناسار خاچاطوریان
ساناسار خاچاطوریان (به ارمنی: Սանասար Խաչատրեան) سینمادار و تهیه‌کننده فیلم ارمنی‌تبار اهل ایران بود.

## زندگی‌نامه
ساناسار خاچاطوریان در سال ۱۹۰۹م (۱۲۸۷خ) در تبریز به دنیا آمد. وی در سال ۱۹۴۸ (۱۳۲۷) با تأسیس سینما دیانا وارد فعالیت سینمایی گردید و سپس در سال ۱۹۵۰ (۱۳۲۹) با مشارکت فرید زینی و باغدان یگانیان، استودیوی دیانا فیلم را تأسیس نمود. وی همچنین مالک سینما دیانا نیز بود.
از عمده فیلم‌هایی که وی تهیه‌کنندگی آن‌ها را بر عهده داشته است می‌توان به بازگشت، گلنسا، چهارراه حوادث، دختری از شیراز، همسر مزاحم و خون و شرف اشاره کرد. ساناسار خاچاطوریان در سال ۱۹۵۸ (۱۳۳۷) درگذشت.

## تهیه‌کننده
- چهار راه حوادث (۱۳۳۴)
- دختری از شیراز (۱۳۳۳)
- ماجرای زندگی (۱۳۳۳)
- مراد (۱۳۳۳)
- همسر مزاحم (۱۳۳۳)
- بازگشت (۱۳۳۲)
- گلنسا (۱۳۳۲)